# 味噌湯

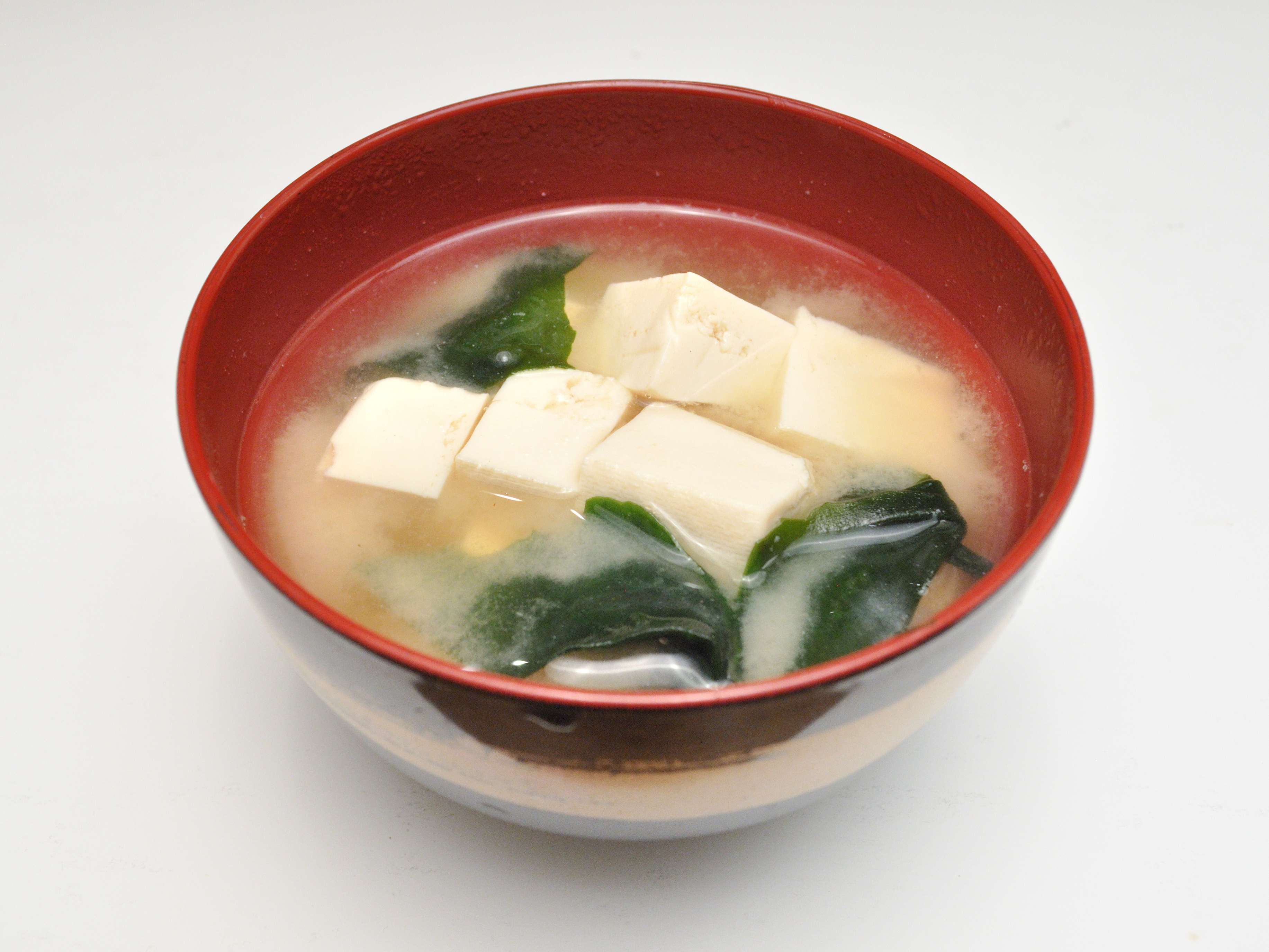
味噌湯

味噌湯（日语：／ Miso shiru）是一種湯料理，即麵豉湯，是日本具代表性的傳統食品，常見於日本人的早餐。
雖然是同樣的海带、鱼干、味噌三種材料，但因為各家庭所使用的方法及時間的不同，所以家家有不同的味噌湯的做法。

## 製作方法

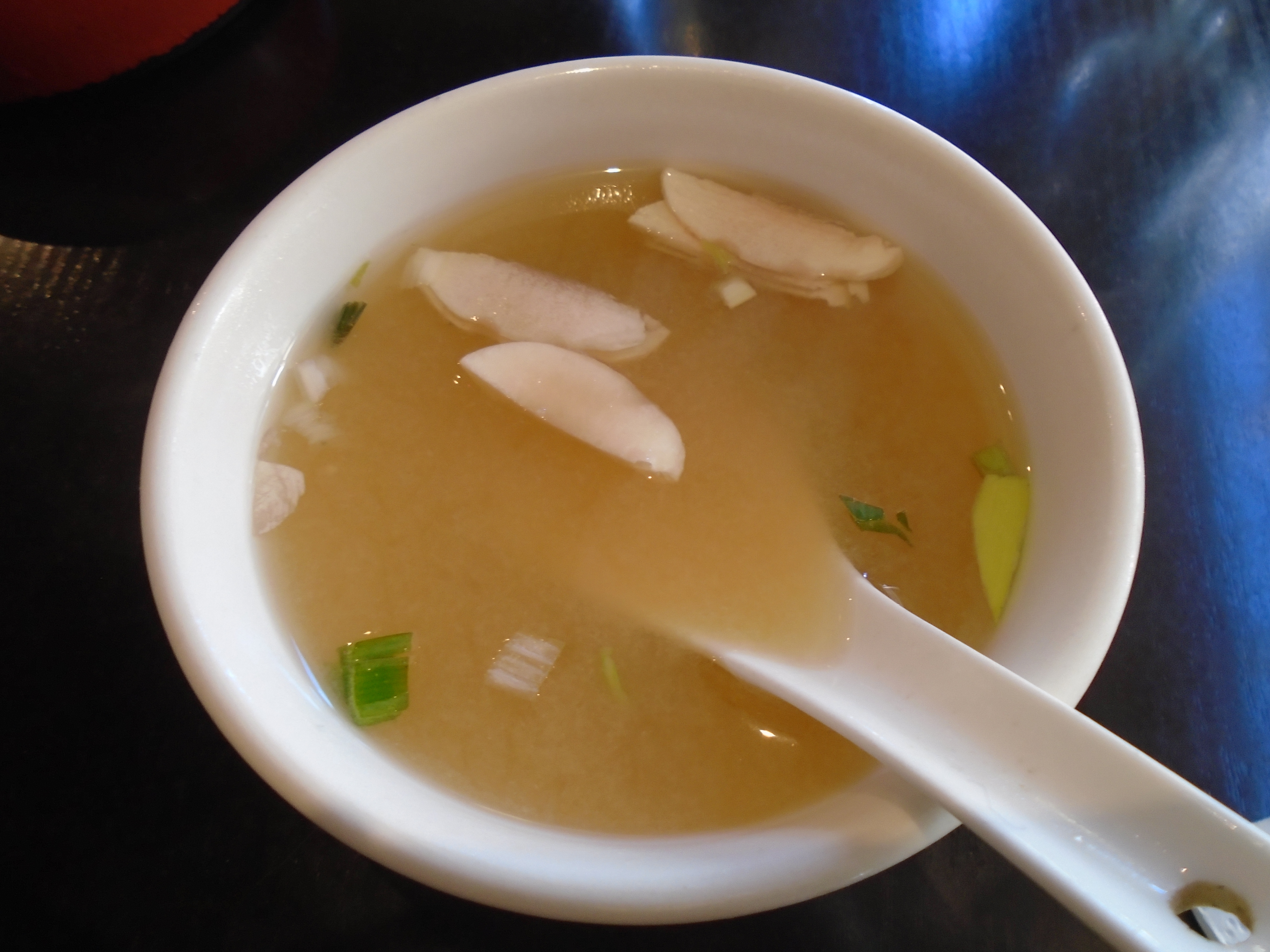
法國日式餐廳提供的麵豉湯

製作味噌湯，湯底是水煮海带（昆布），然後取出，加入柴魚片，再過濾，最後放入味噌，然後混入不同的時蔬、豆腐，泡製出多款不同的口味，但青椒、苦瓜、西洋菜及芹菜等蔬菜由於味道濃烈，不會用於烹調味噌湯。

## 變化版本

### 沖繩

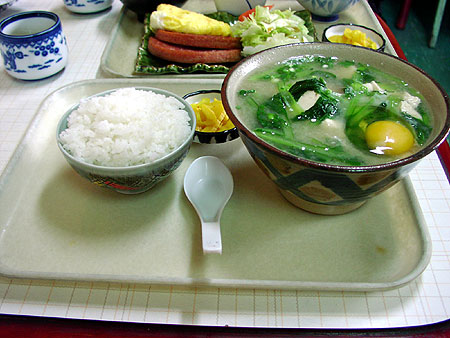
沖繩的味噌汁

沖繩縣的味噌湯為みそ汁（味噌汁）。使用較大的碗，放入豬肉、午餐肉、香腸、豆腐、炸魚板、蔬菜類、雞蛋等材料。

### 台灣
味噌湯於日治時期傳入台灣，在台灣稱為味噌湯，台語將「味噌」二字沿襲日語讀音讀作mí-sòoh湯（臺羅：mí-sòoh-thng）或稱為豆醬湯（臺羅：tāu-tsiùnn-thng）。食用非常廣泛，主要於便當店、自助餐店提供，與日本的味噌湯相比鹹味較低。通常以帶有甜味的白味噌為主，並以丁香鱼、柴魚片為底，豆腐、海苔、蔥花為佐料，烹調出甜味濃厚的湯頭。在海鮮餐廳內亦有將海鮮如螃蟹、海魚、豆腐、洋蔥與白味噌一同熬煮的作法，上桌後搭配油條段一同食用。

## 發音
噌，俗讀ㄗㄥ，但官方辭典使用ㄘㄥ音。常因不正確使用注音輸入法而訛為「味增湯」。在粵語中，「噌」字的粵語拼音是zang1，與「增」同音，故無前述之問題。